# Diabli Kociołek

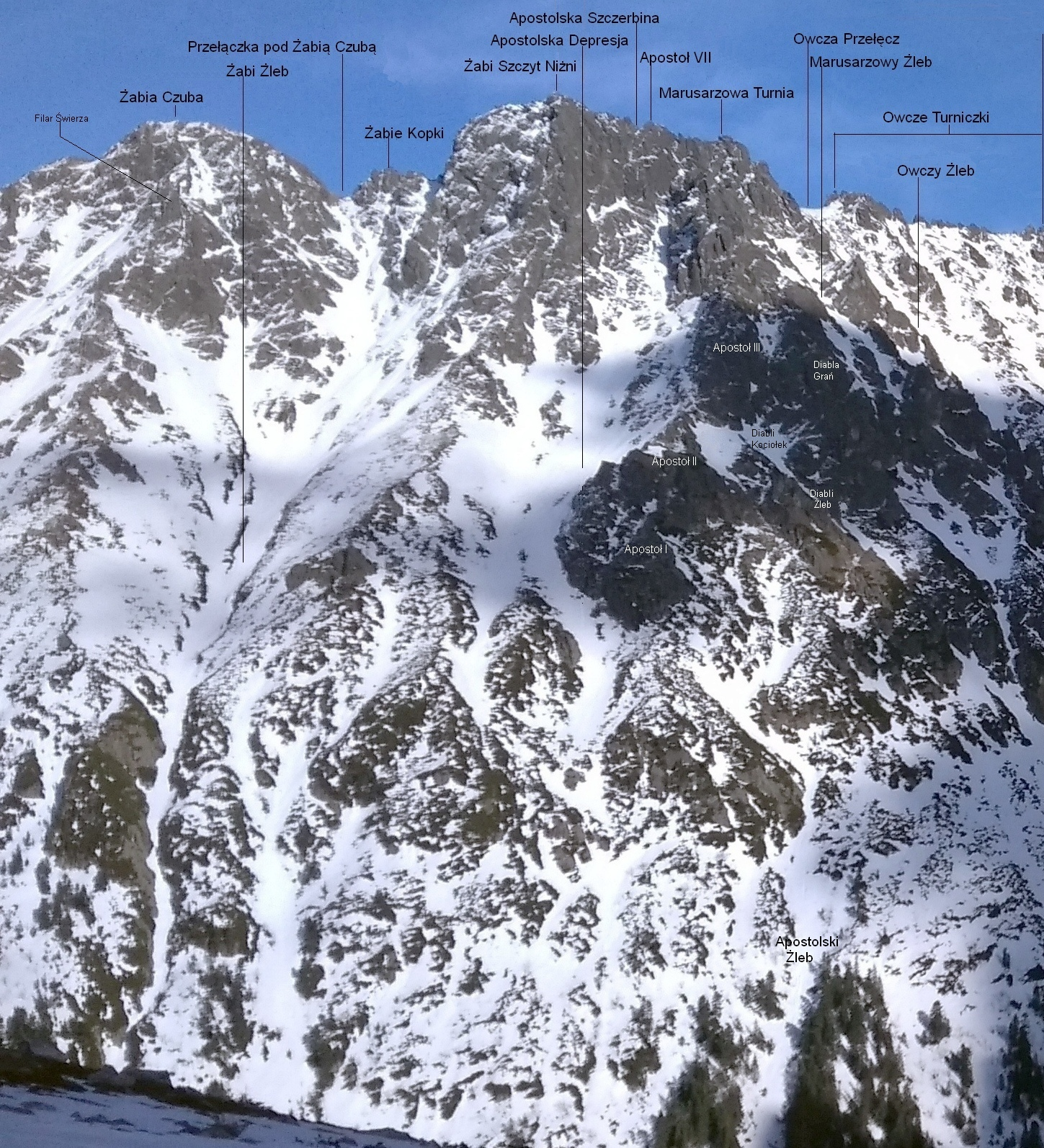
Diabli Kociołek wśród opisanych obiektów

Diabli Kociołek (niem. Teufelskesselchen, słow. Diablov kotlíček, węg. Ördogi-katlanocska) – niewielki skalisto-kosówkowy kocioł w Grani Apostołów w polskich Tatrach Wysokich na zachodnich stokach Żabiej Grani. Znajduje się między Apostołem I i Granią Diabłów (Diabły nr I, II i III). Poniżej kociołka znajduje się skalny próg o wysokości około 80 m, a poniżej progu Żleb spod Diabłów. Również nad Kociołkiem znajduje się próg o wysokości 50 m, a nad nim Diabla Depresja.
Przez Diabli Kociołek prowadzą taternickie drogi wspinaczkowe. Od 1979 roku jednak Grań Apostołów znajduje się w zamkniętym dla turystów i taterników obszarze ochrony ścisłej Tatrzańskiego Parku Narodowego i TANAP-u. Na zachodnich (polskich) zboczach Żabiej Grani taternictwo można uprawiać na południe od Białczańskiej Przełęczy.
Autorem nazwy kociołka jest Władysław Cywiński.